# Marie Dorin-Habert
Marie Dorin-Habert (* als Marie Dorin am 19. Juni 1986 in Lyon) ist eine ehemalige französische Biathletin.

## Karriere

### Anfänge
Marie Dorin-Habert wuchs in Laval auf und trainierte in Le Ruisseau. Sie startete für CO 7 Laux, wo sie von Pascal Etienne trainiert wurde. Zum Biathlon kam sie 2000, ab 2005 gehörte sie dem Nationalkader Frankreichs an. Ihren internationalen Einstand gab die Französin 2003 bei Rennen im Rahmen des Junioren-Europacups in Ridnaun. 2004 nahm sie in Haute-Maurienne erstmals an einer Junioren-Weltmeisterschaft teil und gewann mit der französischen Staffel (mit Marion Blondeau und Mélanie Droz-Vincent) die Goldmedaille, wurde Siebte im Einzel sowie Sechste in der Verfolgung. Den Staffeltitel gewann sie ein Jahr später in Kontiolahti zusammen mit Blondeau und Anaïs Bescond erneut, zudem die Bronzemedaille im Einzel hinter Swetlana Slepzowa und Vita Semerenko. 2006 kam noch einmal eine Silbermedaille in der Staffel (mit Bescond und Pauline Macabies) hinzu. Im selben Jahr trat Dorin-Habert bei ihrer einzigen Junioren-Europameisterschaft an. In Langdorf gewann sie mit der Staffel die Bronzemedaille. Ihre letzte Junioren-WM lief Dorin-Habert 2007 in Martell. Hier wurde sie nicht in der Staffel eingesetzt, die dieses Mal von ihren vorherigen Staffelpartnerinnen gebildet wurde. Trotzdem erreichte sie mit Rang neun im Sprint und zehn in der Verfolgung gute Ergebnisse.

### Erster Weltcupeinsatz und erste Olympische Spiele (2007/08 bis 2009/10)
Seit der Saison 2007/08 startet Dorin-Habert im Biathlon-Weltcup. Bei ihrem ersten Rennen, einem Einzel in Kontiolahti, belegte sie den 38. Platz. Ihr bestes Ergebnis in einem Einzelrennen in der Saison erreichte sie kurz darauf an selber Stelle, als sie 35. in der Verfolgung wurde, nachdem sie im Sprint nur auf den 51. Platz abgeschlossen hatte. Ihr bestes Staffelergebnis erreichte sie in Ruhpolding. Dort konnte sie zusammen mit Marie Laure Brunet, Julie Carraz-Collin und Macabies einen für die unerfahrene Staffel sehr guten vierten Platz erreichen. Zu Beginn der folgenden Saison konnte Dorin-Habert beim Verfolgungsrennen in Östersund ihr vorläufig bestes Weltcupresultat erreichen und erste Weltcuppunkte sammeln, als sie vom 47. Rang nach dem Sprint aufgrund vier fehlerfreier Schießen auf den 30. Platz vorfuhr. In Ruhpolding erreichte sie im Sprint den 15., in der Verfolgung den 17. Platz. Eine weitere Top-20-Platzierung folgte bei den Biathlon-Weltmeisterschaften 2009 von Pyeongchang, wo Dorin-Habert 18. der Verfolgung wurde, nachdem sie im Sprint noch als 42. die Punkteränge verpasst hatte. Im Einzel belegte sie den 33. Platz. Größter Erfolg in dieser Saison wurde der Gewinn der Bronzemedaille im Staffelrennen, den sie mit Brunet, Sylvie Becaert und Sandrine Bailly hinter den Staffeln aus Russland und Deutschland erreichen konnte. Bei den Olympischen Winterspielen in Vancouver 2010 feierte Marie Dorin-Habert ihren bis dahin größten sportlichen Erfolg, als sie im Sprintrennen die Bronzemedaille gewann. Wenige Tage später erreichte sie darüber hinaus gemeinsam mit Becaert, Brunet und Bailly die Silbermedaille im Staffelwettbewerb.

### Zweite Olympische Spiele (2010/11 bis 2013/14)
Die nacholympische Saison war ihre bis dahin beste Saison. Sie beendete sie auf den siebten Platz der Gesamtwertung ab und erreichte auch in der Disziplinenwertung der Verfolgung Rang sieben. Bei den Wettkämpfen in den Vereinigten Staaten erreichte sie ihren dritten und vierten Podestplatz der Karriere. In der Verfolgung in Presque Isle wurde sie Zweite und in der Verfolgung in Fort Kent Dritte. Bei den Weltmeisterschaften 2011 konnte sie im Einzel den sechsten Platz, im Sprint und Massenstart den achten Platz erreichen. Mit der Staffel gewann sie Silber und mit der Mixed-Staffel Bronze.
Zum Saisonbeginn der folgenden Saison startete sie zuerst in einem Rennen des IBU-Cups, bevor sie am Weltcupauftakt in Östersund teilnahm. In Staffelrennen konnte sie erneut mehrfach das Podium erreichen, in einem Einzelrennen gelang ihr das in dieser Saison aber nicht. Am Ende der Saison erreichte sie dennoch den neunten Platz der Gesamtwertung. Die Weltmeisterschaften in Ruhpolding verliefen für Dorin-Habert erfolgreicher als die vorangegangene. Sie konnte in allen Einzelrennen eine Top-Ten-Platzierung erreichen und verfehlte das Siegerpodest im Einzel mit 3 Sekunden Rückstand auf die drittplatzierte Helena Ekholm nur knapp. Mit der Staffel konnte sie erneut Silber gewinnen.
In der Saison 2012/2013 schaffte Dorin-Habert ihre bis dahin beste Saison, wobei sie sechsmal Podiumsplatzierungen erreichte. Nachdem der Auftakt in Östersund mit den Rängen 19 im Einzel, 38 im Sprint und 17 in der Verfolgung noch wenig erfolgreich verlaufen war, zeigte sie in Hochfilzen deutlich aufsteigende Form mit dem zehnten Platz im Sprint, Rang sieben in der Verfolgung und Platz fünf mit der Staffel. In Pokljuka wurde sie dann Fünfte im Sprint, Dritte in der Verfolgung und bei schwierigen Nebelbedingungen Neunte im Massenstartrennen. Bei erneut schwierigen Witterungsbedingungen wurde Habert in Oberhof mit Marie-Laure Brunet, Anaïs Bescond und Sophie Boilley Staffelzweite. Im Sprint verpasste sie als Vierte knapp das Podium und wurde Neunte der Verfolgung. In Ruhpolding wurde sie dank ihrer guten Schießleistungen Fünfte im Sprint. Nach einer durchwachsenen Weltmeisterschaft wurde der Start in das letzte Saisondrittel am Holmenkollen in Oslo besser. Habert wurde Vierte des Sprints und Zweite in der Verfolgung. Beim vorolympischen Weltcup in Sotschi wurde sie erneut Sprint-Vierte. Zum Weltcupfinale in Chanty-Mansijsk wurde Habert 18. im Sprint und konnte sich im anschließenden Verfolgungsrennen mit der schnellsten Laufzeit auf Platz vier verbessern. Beim letzten Rennen der Saison wurde sie im Massenstart Zweite.
In die olympische Saison stieg sie erst zu den Olympischen Winterspielen in Sotschi ein. Diese verliefen für Dorin-Habert allerdings nicht erfolgreich. Sie konnte keine Top-Ten-Platzierung erreichen und auch mit der Mixed-Staffel wurde sie nur Sechste. Erst beim letzten Rennen der Saison, dem Massenstart in Oslo, konnte sie mit einem dritten Platz das Podest erreichen.

### Weltmeisterin und dritte Olympische Spiele (2014/15 bis 2017/18)
Nachdem Dorin-Habert im September 2014 Mutter geworden war, startete sie erst im Januar 2015 in die Saison 2014/15. In Antholz erreichte sie mit dem fünften Platz in der Verfolgung die Top Ten und beim Sprint in Oslo mit einem dritten Platz das Podest.
Bei den folgenden Weltmeisterschaften erreichte sie im Sprint nicht nur ihre erste Goldmedaille bei einer WM, sondern auch ihren ersten Weltcup-Sieg in einer Einzeldisziplin. Auch bei der anschließenden Verfolgung gewann sie die Goldmedaille. Schon zum Auftakt der WM gewann sie mit der französischen Mixed-Staffel Silber. In der Staffel gewann sie ebenfalls Silber und wurde damit zur erfolgreichsten Biathletin dieser Weltmeisterschaften.
Die Saison schloss sie wie im Vorjahr mit dem dritten Platz im Massenstart-Weltcup ab.
In die Saison 2015/16 startete sie mit ihrer ersten Single-Mixed-Staffel und erreichte zusammen mit Simon Fourcade den 21. Platz. Im ersten Einzelrennen der Saison wurde sie Zweite im Einzel und in der Verfolgung verfehlte sie das Podest mit einem vierten Platz knapp. Den Sprint in Pokljuka konnte sie mit einer Sekunde Vorsprung auf Laura Dahlmeier gewinnen. In der anschließenden Verfolgung konnte sich die laufstärkere Dahlmeier durchsetzen und Dorin-Habert wurde Zweite. Nachdem sie mit einem 29. Platz in Canmore ihr schlechtestes Saisonergebnis erreicht hatte, wurde sie im Massenstart Zweite. Die ebenfalls dort gelaufene Single-Mixed-Staffel konnte sie mit Martin Fourcade mit 45 Sekunden Vorsprung gewinnen.
Zu den Weltmeisterschaften war Dorin-Habert wieder in ihrer besten Form dieser Saison und gewann in allen Rennen eine Medaille. Nachdem sie im Vorjahr Weltmeisterin in Sprint und Verfolgung geworden war, wurde sie bei diesen Weltmeisterschaften auch Weltmeisterin im Einzel und Massenstart und hat damit in allen Einzeldisziplinen einen Weltmeistertitel errungen. Im Sprint gewann sie Silber und in der Verfolgung Bronze. Auch mit der Mixed-Staffel wurde Dorin-Habert Weltmeisterin, mit der Staffel wurde sie Zweite. Seitdem die Mixed-Staffel zum Programm der Weltmeisterschaften gehört, war es bis dahin nur der Norwegerin Tora Berger 2013 in Nové Město gelungen, in allen Rennen einer Weltmeisterschaft eine Medaille zu gewinnen. Laura Dahlmeier gelang dies bei den Weltmeisterschaften im folgenden Jahr.
Erneut erreichte sie im letzten Rennen der Saison das Podest mit dem zweiten Platz in der Verfolgung in Chanty-Mansijsk. Das Massenstartrennen wurde aufgrund vom starken Wind nicht ausgetragen.
Diese Saison war die beste Saison ihrer Karriere. In der Gesamtwertung wurde Dorin-Habert hinter Gabriela Soukalová Zweite. Auch in den Disziplinenwertungen wurde sie Zweite, mit Ausnahme der Verfolgung, wo sie auf dem dritten Platz abschloss.
In die Saison 2016/17 startete sie wie im Vorjahr mit der Single-Mixed-Staffel. Zusammen mit Martin Fourcade konnte sie diese wieder gewinnen. Auch den Sprint in Östersund gewann sie. In Oberhof erreichte sie dann erneut das Podest. Nach einem dritten Platz im Sprint gewann sie die Verfolgung.
Die Weltmeisterschaften in Hochfilzen verliefen für Dorin-Habert nicht erfolgreich. Ihr bestes Einzelergebnis war ein sechster Platz in der Verfolgung. Mit der Staffel konnte sie erneut Bronze und mit der Mixed-Staffel Silber gewinnen.
Nachdem sie den Sprint bei den vorolympischen Wettkämpfen in Pyeongchang hatte abbrechen müssen, wurde sie bei der Verfolgung in Kontiolahti Zweite. Beim Saisonfinale in Oslo konnte sie keine Top-Ten-Platzierung mehr erreichen. In der Weltcup-Gesamtwertung wurde sie dennoch Vierte.
Die olympische Saison begann für sie wie in den Vorjahren mit der Single-Mixed-Staffel. Sie verfehlte allerdings zusammen mit Martin Fourcade das Podest um eine Sekunde. Die Saison bis Olympia verlief für Dorin-Habert nicht erfolgreich und sie erreichte in keinem Rennen eine Platzierung, welche besser als ein 13. Platz war. Bei den Olympischen Winterspielen in Pyeongchang wurde sie dann Vierte im Sprint und Neunte im Massenstart. Zusammen mit Anaïs Bescond, Simon Desthieux und Martin Fourcade holte sie ihren ersten und einzigen Olympiasieg im Mixed-Staffel-Wettbewerb und gewann die Bronzemedaille mit der Staffel. Aufgrund ihrer guten Ergebnisse in Pyeongchang schob sie ihr für nach den Spielen geplantes Karriereende bis zum Weltcup in Oslo auf. Dort konnte sie dann mit Anaïs Chevalier, Célia Aymonier und Anaïs Bescond das Staffelrennen gewinnen und beendete ihre Biathlon-Karriere nach einem 20. Platz in der Verfolgung.

## Privatleben
Marie Dorin-Habert ist seit Juni 2011 mit dem Biathleten Loïs Habert verheiratet. Sie ist Mutter von zwei Töchtern. Mit ihrem Mann betreibt sie seit 2019 in Corrençon-en-Vercors ein zusammen mit dem ehemaligen Skilangläufer Robin Duvillard errichtetes Sporthotel mit Golfplatz, Biathlonstadion und Rollski-Strecken. Während ihrer Sportkarriere absolvierte sie ein Masterstudium im Bereich Biodiversität, Ökologie und Umwelt an der UJF Grenoble.

## Statistiken

### Weltcupsiege
Weltcupsiege in Einzelrennen
| Nr. | Datum         | Ort              | Disziplin   |
| --- | ------------- | ---------------- | ----------- |
| 1.  | 7. März 2015  | Kontiolahti (WM) | Sprint      |
| 2.  | 8. März 2015  | Kontiolahti (WM) | Verfolgung  |
| 3.  | 18. Dez. 2015 | Pokljuka         | Sprint      |
| 4.  | 9. März 2016  | Oslo (WM)        | Einzel      |
| 5.  | 13. März 2016 | Oslo (WM)        | Massenstart |
| 6.  | 3. Dez. 2016  | Östersund        | Sprint      |
| 7.  | 7. Jan. 2017  | Oberhof          | Verfolgung  |

 Weltcupsiege im Team 
| Nr. | Datum         | Ort         | Disziplin              |
| --- | ------------- | ----------- | ---------------------- |
| 1.  | 21. Jan. 2012 | Antholz     | Staffel 1              |
| 2.  | 24. Jan. 2016 | Antholz     | Staffel 2              |
| 3.  | 7. Feb. 2016  | Canmore     | Single-Mixed-Staffel 3 |
| 4.  | 3. März 2016  | Oslo (WM)   | Mixed-Staffel 4        |
| 5.  | 27. Nov. 2016 | Östersund   | Single-Mixed-Staffel 3 |
| 6.  | 12. März 2017 | Kontiolahti | Mixed-Staffel 5        |
| 7.  | 17. März 2018 | Oslo        | Staffel 6              |

### Weltcupplatzierungen
Die Tabelle zeigt alle Platzierungen (je nach Austragungsjahr einschließlich Olympische Spiele und Weltmeisterschaften).
- 1.–3. Platz: Anzahl der Podiumsplatzierungen
- Top 10: Anzahl der Platzierungen unter den ersten zehn (einschließlich Podium)
- Punkteränge: Anzahl der Platzierungen innerhalb der Punkteränge (einschließlich Podium und Top 10)
- Starts: Anzahl gelaufener Rennen in der jeweiligen Disziplin

| Platzierung         | Einzel | Sprint | Verfolgung | Massenstart | Staffel | Gesamt |
| ------------------- | ------ | ------ | ---------- | ----------- | ------- | ------ |
| 1. Platz            | 1      | 3      | 2          | 1           | 7       | 14     |
| 2. Platz            | 1      | 1      | 5          | 3           | 15      | 25     |
| 3. Platz            |        | 3      | 6          | 2           | 12      | 23     |
| Top 10              | 10     | 35     | 30         | 22          | 46      | 143    |
| Punkteränge         | 21     | 76     | 64         | 38          | 49      | 248    |
| Starts              | 28     | 92     | 65         | 38          | 49      | 272    |
| Stand: Karriereende |        |        |            |             |         |        |

### Weltcupwertungen
Ergebnisse bei Biathlon-Weltcups (Disziplinen- und Gesamtweltcup) gemäß Punktesystem:
| Saison  | Einzel | Einzel | Sprint | Sprint | Verfolgung | Verfolgung | Massenstart | Massenstart | Gesamt | Gesamt |
| Saison  | Platz  | Punkte | Platz  | Punkte | Platz      | Punkte     | Platz       | Punkte      | Platz  | Punkte |
| ------- | ------ | ------ | ------ | ------ | ---------- | ---------- | ----------- | ----------- | ------ | ------ |
| 2008/09 | 53.    |        | 31.    |        | 17.        |            | 30.         |             | 28.    | 314    |
| 2009/10 | 35.    |        | 14.    |        | 16.        |            | 18.         |             | 16.    | 496    |
| 2010/11 | 11.    |        | 9.     |        | 7.         |            | 7.          |             | 7.     | 740    |
| 2011/12 | 7.     |        | 13.    |        | 9.         |            | 9.          |             | 9.     | 753    |
| 2012/13 | 11.    |        | 4.     |        | 3.         |            | 4.          |             | 4.     | 843    |
| 2013/14 | –      | –      | 44.    |        | 30.        |            | 23.         |             | 34.    | 220    |
| 2014/15 | 38.    |        | 11.    |        | 13.        |            | 15.         |             | 14.    | 529    |
| 2015/16 | 2.     |        | 2.     |        | 3.         |            | 2.          |             | 2.     | 1028   |
| 2016/17 | 13.    |        | 4.     |        | 4.         |            | 6.          |             | 4.     | 857    |
| 2017/18 | –      | –      | 19.    |        | 15.        |            | 30.         |             | 26.    | 288    |

### Olympische Winterspiele
Ergebnisse bei Olympischen Winterspielen:
|                                             | Einzelwettbewerbe | Einzelwettbewerbe | Einzelwettbewerbe | Einzelwettbewerbe | Staffelwettbewerbe | Staffelwettbewerbe |
| Sprint                                      | Verfolgung        | Einzel            | Massenstart       | Damenstaffel      | Mixedstaffel       |                    |
| ------------------------------------------- | ----------------- | ----------------- | ----------------- | ----------------- | ------------------ | ------------------ |
| Olympische Winterspiele 2010 \| Vancouver   | 3.                | 16.               | 50.               | 15.               | 2.                 |                    |
| Olympische Winterspiele 2014 \| Sotschi     | 20.               | 14.               | 39.               | –                 | DNF                | 6.                 |
| Olympische Winterspiele 2018 \| Pyeongchang | 4.                | 27.               | –                 | 9.                | 3.                 | 1.                 |

### Weltmeisterschaften
|                                               | Einzelwettbewerbe | Einzelwettbewerbe | Einzelwettbewerbe | Einzelwettbewerbe | Staffelwettbewerbe | Staffelwettbewerbe |
| Sprint                                        | Verfolgung        | Einzel            | Massenstart       | Damenstaffel      | Mixedstaffel       |                    |
| --------------------------------------------- | ----------------- | ----------------- | ----------------- | ----------------- | ------------------ | ------------------ |
| Weltmeisterschaften 2009 Pyeongchang          | 42.               | 18.               | 33.               | –                 | 3.                 | –                  |
| Weltmeisterschaften 2011 Chanty-Mansijsk      | 8.                | 15.               | 6.                | 8.                | 2.                 | 3.                 |
| Weltmeisterschaften 2012 Ruhpolding           | 9.                | 9.                | 4.                | 6.                | 2.                 | 11.                |
| Weltmeisterschaften 2013 Nové Město na Moravě | 18.               | 16.               | 9.                | 9.                | 6.                 | 2.                 |
| Weltmeisterschaften 2015 Kontiolahti          | 1.                | 1.                | –                 | 8.                | 2.                 | 2.                 |
| Weltmeisterschaften 2016 Oslo                 | 2.                | 3.                | 1.                | 1.                | 2.                 | 1.                 |
| Weltmeisterschaften 2017 Hochfilzen           | 7.                | 6.                | 40.               | 7.                | 3.                 | 2.                 |

### Juniorenweltmeisterschaften
| Weltmeisterschaft | Weltmeisterschaft | Sprint | Verfolgung | Einzel | Staffel |
| Jahr              | Ort               | Sprint | Verfolgung | Einzel | Staffel |
| ----------------- | ----------------- | ------ | ---------- | ------ | ------- |
| 2004              | Haute-Maurienne   | 14.    | 6.         | 7.     | 1.      |
| 2005              | Kontiolahti       | 18.    | 16.        | 3.     | 1.      |
| 2006              | Presque Isle      | 19.    | 19.        | 19.    | 2.      |
| 2007              | Martell           | 9.     | 10.        | 22.    | –       |